# NGC 7782
NGC 7782 este o infrared source⁠(d) situată în constelația Peștii. A fost descoperită în 12 noiembrie 1784 de către William Herschel. Se află la o distanță de 87,9 de megaparseci de Pământ.